# Liste de peintures d'Henri Gervex
Cette page présente une liste de peintures d'Henri Gervex (1852-1929).
| Image | Thème              | Titre | Date       | Technique                                         | Dimensions       | Lieu de Conservation                              | Référence                                             |
| ----- | ------------------ | --- | ---------- | ------------------------------------------------- | ---------------- | ------------------------------------------------- | ----------------------------------------------------- |
|       | Mythologie         | Satyre jouant avec une bacchante | 1874 vers  | Huile sur toile                                   | 159 × 193 cm     | Musée d'Orsay, Paris                              | Muséeconsulté le 6 Février 2025                       |
|       | Mythologie         | Diane et Endymion | 1875       | Huile sur toile                                   | 257 × 161 cm     | Musée des Beaux-Arts d'Angers                     | Muséeconsulté le 6 Février 2025                       |
|       | Scène de genre     | Étude pour une « Autopsie à l'Hôtel-Dieu | 1876       | Huile sur toile                                   | 53 × 43 cm       | Washington, National Gallery of Art               | Muséeconsulté le 6 Février 2025                       |
|       | Scène de genre     | Scène de café à Paris | 1877       | Huile sur toile                                   | 101 × 136 cm     | Detroit Institute of Arts                         | Muséeconsulté le 6 Février 2025                       |
|       | Portrait           | Portrait d'une jeune fille | 1877-1880  | Huile sur toile                                   | 67 × 47 cm       | Collection privée, Vente 2008                     | Christie'sconsulté le 9 Février 2025                  |
|       | Scène de genre     | Rolla | 1878       | Huile sur toile                                   | 176,2 × 221,3 cm | Musée des Beaux-Arts de Bordeaux                  | Muséeconsulté le 6 Février 2025                       |
|       | Scène de genre     | La Toilette | 1878       | Huile sur toile                                   | 56 × 38 cm       | Collection privée                                 | Schiller & Bodoconsulté le 9 Février 2025             |
|       | Scène de genre     | Femme endormie | 1878       | Huile sur toile                                   | 32,2 × 40,3 cm   | Musée d'Évreux                                    | Notice Jocondeconsulté le 6 Février 2025              |
|       | Scène de genre     | Retour de bal | 1879       | Huile sur toile                                   | 151 × 201 cm     | Collection privée, Vente 2003                     | Catalogue Christie'sconsulté le 6 Février 2025        |
|       | Portrait           | Femme à l'éventail (Portrait de Réjane ?) | 1879       | Huile sur toile                                   | 46 × 38 cm       | Musée Carnavalet, Paris                           | Parismuséesconsulté le 9 Février 2025                 |
|       | Scène de genre     | Échaudoir étude d'après nature | 1879       | Huile sur toile                                   | 55 × 46 cm       | Musée des Beaux-Arts de Pau                       | Notice consulté le 8 Février 2025                     |
|       | Portrait           | Madame Valtesse de La Bigne | 1879       | Huile sur toile                                   | 205 × 120 cm     | Musée d'Orsay                                     | Muséeconsulté le 8 Février 2025                       |
|       | Scène de genre     | Le Miroir | 1880 vers  | Huile sur toile                                   | 65 × 54 cm       | Musée des Beaux-Arts de Bordeaux                  | Muséeconsulté le 6 Février 2025                       |
|       | Scène de genre     | Les Activités du 19e arrondissement Esquisse du Plafond Mairie du 19e | 1880       | Huile sur toile                                   |                  | Petit Palais, Paris                               | Parismuséesconsulté le 6 Février 2025                 |
|       | Nu                 | Odalisque | 1880 vers  | Huile sur toile                                   | 55 × 88 cm       | Palais des Beaux-Arts de Lille                    | Muséeconsulté le 6 Février 2025                       |
|       | Portrait           | Portrait présumé de William Busnach | 1880 vers  | pastel sur papier                                 | 71 × 51 cm       | Saint-Quentin, musée Antoine-Lécuyer              | RMNconsulté le 9 Février 2025                         |
|       | Allégorie          | Allégorie de la Banque | 1881 vers  | huile sur toile                                   | 60 × 42 cm       | Musée Carnavalet, Paris                           | Parismuséesconsulté le 9 Février 2025                 |
|       | Scène de genre     | Le Quai de la Villette à Paris | 1882       | Huile sur toile                                   | 70 × 117 cm      | Palais des Beaux-Arts de Lille                    | Muséeconsulté le 6 Février 2025                       |
|       | Scène de genre     | Mathurin Moreau, maire du 19e arrondissement de Paris, célébrant le mariage civil de son fils Salle des Mariages de la Mairie du 19ème                                               | 1884       | Huile sur panneau                                 |                  | Mairie du 19e arrondissement de Paris             | Fondesartconsulté le 8 Février 2025                   |
|       | Portrait           | Portrait de Madame Blerzy | 1884       | Huile sur toile                                   | 81 × 66 cm       | Musée Carnavalet, Paris                           | Parismuséesconsulté le 8 Février 2025                 |
|       | Portrait           | Portrait d'Alfred Stevens | 1884       | Huile sur toile                                   | 140 × 106 cm     | Musées royaux des Beaux-Arts de Belgique          | Muséeconsulté le 9 Février 2025                       |
|       | Scène de genre     | Une séance du jury de peinture au Salon des artistes français | 1885       | Huile sur toile                                   | 299 × 419 cm     | musée d'Orsay, Paris                              | Muséeconsulté le 8 Février 2025                       |
|       | Paysage            | Dieppe | 1885 vers  | pastel sur papier                                 | 47 × 59,5 cm     | musée d'Orsay, Paris                              | Muséeconsulté le 8 Février 2025                       |
|       | Portrait collectif | Le Président Sadi Carnot entouré de personnalités de la IIIe République, devant l'Opéra fragment du Panorama du siècle avec Alfred Stevens                                           | 1884-1894  | huile sur toile                                   | 440 × 239 cm     | Musée Carnavalet, Paris                           | Muséeconsulté le 8 Février 2025                       |
|       | Portrait           | Fillette dans un champ de coquelicots fragment du Panorama du siècle | 1886       | huile sur toile                                   | 65 × 46 cm       | Collection privée, Vente 2005                     | Catalogue Christie'sconsulté le 9 Février 2025        |
|       | Scène de genre     | Avant l'opération (Dr Jules Péan) fragment du Panorama du siècle | 1887       | huile sur toile                                   | 242 × 188 cm     | Musée d'Orsay, Paris                              | Muséeconsulté le 8 Février 2025                       |
|       | Portrait           | Portrait de Gustave Schlumberger | 1887 vers  | huile sur bois                                    | 24,2 × 19 cm     | Musée d'Art moderne et contemporain de Strasbourg | Notice Jocondeconsulté le 9 Février 2025              |
|       | Histoire           | Rouget de Lisle et Soldats de la République | 1887-1888  | huile sur toile                                   | 120 × 140 cm     | Vizille, musée de la Révolution française         | Muséeconsulté le 9 Février 2025                       |
|       | Histoire           | Le Panorama du siècle : Kleber et Monge, entourés de personnalités de la Révolution française                                                                                        | 1889       | huile sur toile                                   | 230 × 107 cm     | Petit Palais, Paris                               | Parismuséesconsulté le 9 Février 2025                 |
|       | Allégorie          | La Musique à travers les âges Esquisse pour la salle des Fêtes de l'Hôtel de ville de Paris                                                                                          | 1889       | Huile sur carton                                  | 72 × 51 cm       | Petit Palais, Paris                               | Parismusées Visites guidéesconsulté le 8 Février 2025 |
|       | Scène de genre     | Officiers supérieurs et Généraux de la Guerre de 1870-1871 et membres du gouvernement de la Défense Esquisse pour la salle des Fêtes de fragment du panorama de l'Histoire du siècle | 1889       | Huile sur toile                                   | 226 × 239 cm     | Musée de l'Armée (Paris)                          | RMNconsulté le 8 Février 2025                         |
|       | Scène de genre     | L'Attente trompée | 1890 avant | Huile sur toile                                   | 51,3 × 44,6 cm   | Musée des Beaux-Arts de Reims                     | Muséeconsulté le 8 Février 2025                       |
|       | Scène de genre     | À La République française | 1890       | Huile sur toile                                   | 156 × 217 cm     | Musée d'Orsay, Paris                              | Visites guidées Muséeconsulté le 8 Février 2025       |
|       | Scène de genre     | Le Bal | 1890       | Huile sur toile                                   | 41 × 56 cm       | Musée Carnavalet, Paris                           | Parismuséesconsulté le 9 Février 2025                 |
|       | Portrait           | Portrait de Cléo de Mérode | 1891       | Pastel                                            | 46 × 32 cm       | Collection privée, Vente 2014                     | Auctionartconsulté le 9 Février 2025                  |
|       | Portrait           | Thomas W. Evans | 1892       | huile sur toile                                   |                  | Université de Pennsylvanie                        | Universitéconsulté le 9 Février 2025                  |
|       | Portrait           | Portrait de Madame Gervex | 1893       | Huile sur toile                                   | 230 × 132 cm     | Musée des Beaux-Arts de Chambéry                  | Notice Jocondeconsulté le 6 Février 2025              |
|       | Portrait           | Portrait de Pierre Waldeck-Rousseau (1846-1904), homme politique | 1894 vers  | Huile sur toile                                   | 100 × 73 cm      | Musée Carnavalet, Paris                           | Parismuséesconsulté le 9 Février 2025                 |
|       | Portrait           | Les Premiers Pas de Colette | 1895       | Huile sur toile                                   | 50 × 37 cm       | Collection privée                                 | Bridgeman Imagesconsulté le 9 Février 2025            |
|       | Histoire           | Le Couronnement de Nicolas II et de l'Impératrice Alexandra Féodorowna en l'église de l'Assomption de Moscou Esquisse                                                                | 1896       | Huile sur toile                                   | 115,5 × 151 cm   | Musée d'Orsay                                     | Muséeconsulté le 8 Février 2025                       |
|       | Paysage            | L'Arc-en-ciel | 1896       | huile sur panneau                                 |                  | Sorbonne, amphithéâtre Lefebvre                   | Martine Tabeaud                                       |
|       | Histoire           | Distribution des récompenses à l'Exposition universelle de 1889 | 1897       | huile sur toile                                   |                  | Musée de l'Histoire de France (Versailles)        | Notice Jocondeconsulté le 9 Février 2025              |
|       | Scène de genre     | La Foire Saint-Laurent | 1898       | huile sur panneau                                 |                  | Théâtre national de l'Opéra-Comique grand foyer   | RMNconsulté le 9 Février 2025                         |
|       | Portrait           | A Qajar diplomat, Mirza Reza Khan Arfa' al-Dawlah | 1898       | huile sur toile                                   |                  | Collection privée, Vente 2017                     | Bonhamsconsulté le 9 Février 2025                     |
|       | Scène de genre     | Bataille de fleurs à Nice Pour Le Train Bleu | 1900 vers  | Huile sur toile                                   | 62 × 62 cm       | Musée Carnavalet, Paris                           | Parismuséesconsulté le 6 Février 2025                 |
|       | Scène de genre     | Le Souper galant | 1900 vers  | Huile sur toile                                   | 50 × 50 cm       | Collection privée, Vente 2024                     | Sotheby'sconsulté le 9 Février 2025                   |
|       | Histoire           | Le Ballet comique de la reine | 1901       | Huile sur panneau                                 |                  | Théâtre national de l'Opéra-Comique, grand foyer  | RMNconsulté le 8 Février 2025                         |
|       | Portrait           | Portrait de Madame de Lorgeril | 1902       | Huile sur toile                                   | 65 × 49 cm       | Musée Carnavalet, Paris                           | Parismuséesconsulté le 9 Février 2025                 |
|       | Scène de genre     | Armenonville, le soir du Grand-Prix | 1905       | Huile sur toile                                   | 66 × 98 cm       | Musée Carnavalet, Paris                           | Parismuséesconsulté le 8 Février 2025                 |
|       | Scène de genre     | Une soirée au Pré Catelan | 1905       | Huile sur toile                                   | 247 × 344 cm     | Musée Carnavalet, Paris                           | Parismuséesconsulté le 8 Février 2025                 |
|       | Allégorie          | La France accueillant l'Abondance projet de plafond pour le palais de l'Élysée | 1907 vers  | Gouache, Aquarelle sur Papier marouflé sur carton | 44 × 47 cm       | Musée Carnavalet, Paris                           | Parismuséesconsulté le 8 Février 2025                 |
|       | Scène de genre     | Le Cercle de l'île de Puteaux | 1907 vers  | huile sur toile                                   | 44 × 47 cm       | Musée Carnavalet, Paris                           | Parismuséesconsulté le 9 Février 2025                 |
|       | Allégorie          | La Naissance de Vénus | 1907 vers  | huile sur toile                                   | 160 × 200 cm     | Petit Palais, Paris                               | Parismuséesconsulté le 8 Février 2025                 |
|       | Scène de genre     | Un mardi, soirée chez Madeleine Lemaire | 1910 vers  | huile sur toile                                   | 98 × 131 cm      | Musée Carnavalet, Paris                           | Parismuséesconsulté le 9 Février 2025                 |
|       | Portrait           | Portrait de Colette Gervex | 1910       | huile sur toile                                   | 211 × 110 cm     | Musée des Beaux-Arts de Nancy                     | Muséeconsulté le 9 Février 2025                       |
|       | Scène de genre     | Le Salut du poilu | 1914-1918  | pastel sur toile                                  | 100 × 72 cm      | Musée de l'Armée (Paris)                          | Muséeconsulté le 8 Février 2025                       |
|       | Scène de genre     | Une ambulance à Poitiers | 1914       | Huile sur toile                                   | 35 × 26 cm       | Nanterre, La Contemporaine                        | Muséeconsulté le 6 Février 2025                       |
|       | Scène de genre     | L'Ambulance de la gare de Poitiers | 1915       | Huile sur bois                                    | 73 × 254 cm      | Musée de l'Armée (Paris)                          | Muséeconsulté le 6 Février 2025                       |
|       | Scène de genre     | La Bénédiction du pope | 1916       | Huile sur toile                                   | 66 × 82 cm       | Nanterre, La Contemporaine                        | Muséeconsulté le 6 Février 2025                       |
|       | Portrait           | Portrait d'un officier | 1916       | pastel                                            | 60 × 71 cm       | Nanterre, La Contemporaine                        | Muséeconsulté le 6 Février 2025                       |
|       | Portrait           | Jeune Femme au bouquet de violettes sous la neige (Colette Gervex) | 1919       | Huile sur panneau                                 |                  | Collection privée, Vente 2013                     | Artcurialconsulté le 9 Février 2025                   |
|       | Portrait           | La Robe rouge | 1921       | Huile sur toile                                   |                  | Collection privée, Vente 2005                     | Christie'sconsulté le 9 Février 2025                  |
|       | Portrait           | Portrait de Jenny Sacerdote | 1921       | Huile sur toile                                   | 186 × 100 cm     | Collection privée                                 | Artnetconsulté le 9 Février 2025                      |
|       | Portrait           | Portrait présumé de Madame Gervex | 1923       | huile sur toile                                   | 66 × 53 cm       | Collection privée, Vente 2021                     | Catalogue Christiesconsulté le 9 Février 2025         |

## Dates non documentées
| Image | Thème          | Titre                                                               | Date | Technique                                | Dimensions   | Lieu de Conservation                             | Référence                                     |
| ----- | -------------- | ------------------------------------------------------------------- | ---- | ---------------------------------------- | ------------ | ------------------------------------------------ | --------------------------------------------- |
|       | Nu             | Étude de femme nue                                                  |      | Huile sur toile                          | 230 × 140 cm | Bayonne, musée Bonnat-Helleu                     | RMNconsulté le 6 Février 2025                 |
|       | Paysage        | Matinée d'automne                                                   |      | Huile sur toile                          | 54 × 40 cm   | Musée des Beaux-Arts de Beaune                   | Musée d'Orsayconsulté le 6 Février 2025       |
|       | Nu             | Étude de dos de vieil homme                                         |      | Huile sur toile                          | 98 × 76 cm   | Musée des Beaux-Arts de Bordeaux                 | Notice Jocondeconsulté le 6 Février 2025      |
|       | Paysage        | Vue d'une plage, Deauville                                          |      | Huile sur toile                          | 32,3 × 46 cm | Musée des Beaux-Arts de Chambéry                 | Notice Jocondeconsulté le 6 Février 2025      |
|       | Religieux      | Descente de Croix                                                   |      | Huile sur toile                          | 61,6 × 40 cm | Musée des Beaux-Arts de Chambéry                 | Notice Jocondeconsulté le 6 Février 2025      |
|       | Portrait       | Portrait du docteur Émile Blanche                                   |      | Huile sur toile                          | 56 × 47 cm   | Château de Dieppe                                | Musée d'Orsayconsulté le 6 Février 2025       |
|       | Portrait       | Blanche (Émile Antoine) 1828-1893                                   |      | Huile sur toile                          |              | Bibliothèque de l'Académie nationale de médecine | Universitéconsulté le 6 Février 2025          |
|       | Nu             | La Baigneuse endormie                                               |      | Huile sur toile                          | 52 × 47 cm   | Collection privée, Vente 2007                    | Catalogue Sotheby'sconsulté le 6 Février 2025 |
|       | Scène de genre | Jeune Femme debout, vue de dos, devant une fenêtre                  |      | gouache et aquarelle sur papier          | 28,4 × 13 cm | musée du Louvre                                  | RMNconsulté le 8 Février 2025                 |
|       | Scène de genre | Les Ballerines                                                      |      | Pastel sur sur papier marouflé sur toile | 61 × 50 cm   | Collection privée, Vente 2020                    | Catalogue Sotheby'sconsulté le 9 Février 2025 |
|       | Portrait       | Un portrait de Marie-Clotilde de Faret Legrand, Comtesse de Fournés |      |                                          | 130 × 88 cm  | Collection privée                                | Art Reneval Centerconsulté le 9 Février 2025  |
|       | Portrait       | Portrait de la Couturière Madame Paquin (1869-1936)                 |      | huile sur toile                          |              | Collection privée                                | Bridgeman Imagesconsulté le 9 Février 2025    |
|       | Portrait       | Portrait d'une femme élégante avec un chien (Vera Nimidoff ?)       |      | huile sur toile                          | 126 × 107 cm | Collection privée, Vente 2016                    | Dorotheumconsulté le 9 Février 2025           |
|       | Nu             | Parisienne à sa toilette                                            |      | huile sur toile                          | 65 × 35 cm   | Musée national des Beaux-Arts (Argentine)        | Muséeconsulté le 9 Février 2025               |
|       | Portrait       | Portrait d'homme                                                    |      | pastel                                   | 42 × 33 cm   | Musée Marmottan, Paris                           | Institut de France                            |

## [réf.souhaitée]

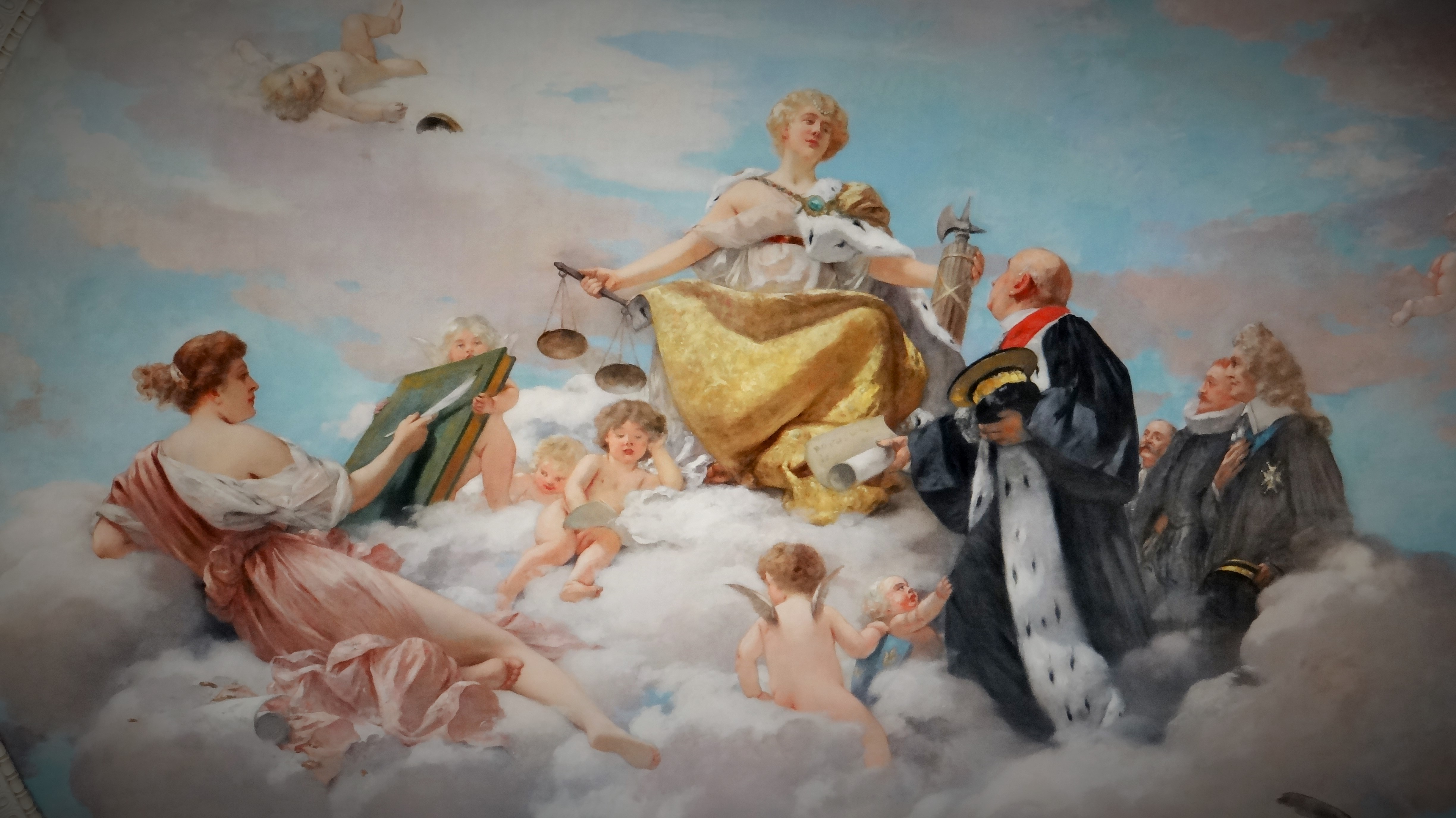
Allégorie de la Justice (1910), Paris, plafond du palais Cambon

- La Communion dans l'église de la Trinité, 1876, huile sur toile, Musée des Beaux-Arts de Dijon
- L'Album de famille, 1895, huile sur toile, 95 × 170 cm, Gray, musée Baron-Martin
- Parmentier accueillant Louis XVI dans la plaine des Sablons, 1904, décor pour le grand escalier, huile sur panneau, Neuilly-sur-Seine, hôtel de ville
- Le Bureau de bienfaisance, 1883, huile sur panneau, Mairie du 19e arrondissement de Paris
- Naissance, vers 1881, huile sur panneau, Mairie du 19e arrondissement de Paris
- Allégorie de la Justice, 1910, plafond de l'escalier d'honneur, Palais Cambon, Cour des comptes
- Église de la Trinité, 1899, huile sur toile, 190 x 84,5 cm, Tainan, Musée Chimei